# Lublin (Wisconsin)
Lublin es una villa ubicada en el condado de Taylor en el estado estadounidense de Wisconsin. En el Censo de 2010 tenía una población de 118 habitantes y una densidad poblacional de 29,64 personas por km².

## Geografía
Lublin se encuentra ubicada en las coordenadas 45°4′30″N 90°43′25″O / 45.07500, -90.72361. Según la Oficina del Censo de los Estados Unidos, Lublin tiene una superficie total de 3.98 km², de la cual 3.98 km² corresponden a tierra firme y (0%) 0 km² es agua.

## Demografía
Según el censo de 2010, había 118 personas residiendo en Lublin. La densidad de población era de 29,64 hab./km². De los 118 habitantes, Lublin estaba compuesto por el 98.31% blancos, el 0% eran afroamericanos, el 0% eran amerindios, el 0.85% eran asiáticos, el 0% eran isleños del Pacífico, el 0.85% eran de otras razas y el 0% pertenecían a dos o más razas. Del total de la población el 0.85% eran hispanos o latinos de cualquier raza.